# Пласница
Пласница (на македонска литературна норма: Пласница), е село в Северна Македония, център на община Пласница.

## География
Селото е разположено в областта Долно Кичево на десния бряг на река Треска (Голема) в северното подножие на Баба Сач.

## История
Църквата „Свети Никола“ в Пласница е от 1484 година.
Според „Кичево в миналото си и сега“ Пласница е българско село, потурчено след XVI век.
В XIX век Пласница е село в Кичевска каза на Османската империя. В „Етнография на вилаетите Адрианопол, Монастир и Салоника“, издадена в Константинопол в 1878 година и отразяваща статистиката на населението от 1873 година, Пласница (Plasnitza) е посочено като село със 16 домакинства със 73 жители българи.
През 1868 година хлебарят (фурунджия) от Плазница Георгие Дамянов е спомоществувател за изданието на „Поучително евангелие“ на Софроний Врачански.
Според статистиката на Васил Кънчов („Македония. Етнография и статистика“) към 1900 година в Пласница живеят 200 българи-християни, 650 българи мохамедани и 80 цигани. Според Никола Киров („Крушово и борбите му за свобода“) към 1901 година Пласница има 150 помашки къщи. На Етнографската карта на Битолския вилает на Картографския институт в София от 1901 година Пласница е смесено село българи, помаци и албанци в Кичевската каза на Битолския санджак с 200 къщи.
Цялото християнско население на селото е под върховенството на Българската екзархия. По данни на секретаря на екзархията Димитър Мишев („La Macédoine et sa Population Chrétienne“) в 1905 година в Пласница има 128 българи екзархисти.
Статистика, изготвена от кичевския училищен инспектор Кръстю Димчев през лятото на 1909 година, дава следните данни за християнската част от населението на Пласница:
| Домакинства | Гурбетчии | Грамотни | Грамотни | Грамотни | Неграмотни | Неграмотни | Неграмотни |
| Домакинства | Гурбетчии | мъже     | жени     | общо     | мъже       | жени       | общо       |
| ----------- | --------- | -------- | -------- | -------- | ---------- | ---------- | ---------- |
| 16          | 22        | 5        | 0        | 5        | 47         | 47         | 94         |

След Междусъюзническата война в 1913 година селото попада в Сърбия.
По време на българското управление на Вардарска Македония през Първата световна война Пласница е част от Ижишка община в Бродска околия на Тетовски окръг и има 1202 жители.
На етническата си карта на Северозападна Македония в 1929 година Афанасий Селишчев отбелязва Пласница като смесено българо-циганско село.
Според преброяването от 2002 година селото има 2288 жители.
| Националност     | Всичко |
| северномакедонци | 2      |
| албанци          | 7      |
| турци            | 2250   |
| роми             | 0      |
| власи            | 0      |
| сърби            | 0      |
| бошняци          | 0      |
| други            | 29     |

Турците в Пласница са торбеши с турско национално съзнание.

## Личности
Родени в Пласница
- Алия Ибраим (Алия Абраимов), български революционер, деец на ВМРО, съратник на Илия Дигалов[15]
- Урош Костадинов, български революционер от ВМОРО, четник на Петър Георгиев[16]